# Santiago Roncagliolo
Santiago Rafael Roncagliolo Lohmann (Lima, 29 de marzo de 1975) es un escritor, dramaturgo, guionista, traductor y periodista peruano. También es autor de una trilogía de libros de no ficción sobre Latinoamérica durante el  siglo XX.
Es hijo del diplomático y político, Rafael Roncagliolo (1944-2021), quien fue Ministro de Relaciones Exteriores del Perú entre 2011 y 2013.

## Biografía
Hijo del sociólogo, periodista y político Rafael Roncagliolo y de Catalina Lohmann, Santiago Roncagliolo pasó parte de su infancia en México. Su familia dejó temporalmente el país en 1977, debido al gobierno militar de Francisco Morales Bermúdez que se había instaurado en 1975. Después de vivir en México, Santiago regresó con sus padres a Perú, estudió en el Colegio de la Inmaculada y se licenció en Lingüística y Literatura en la Pontificia Universidad Católica del Perú.
De su infancia en el extranjero, dice: "Crecí en una familia de exiliados. Mis compañeritos de juegos eran otros exiliaditos de Chile, Argentina, Centroamérica o Uruguay. Íbamos al colegio con camisetas del Frente Sandinista de Liberación Nacional. Jugábamos a la guerra popular. Y sobre todo, aunque las conversaciones de los mayores eran complicadas, entendíamos que algún día haríamos una revolución, fuese lo que fuese eso. Aún era un niño cuando regresé al Perú. Y fue confuso, porque resultó que ya había una revolución en marcha. La realizaba Sendero Luminoso, y no se parecía a las cosas lindas que nos habían dicho de ella. Para la clase media de Lima, la revolución estaba hecha de apagones, miedo, bombas y muertos. Y para los campesinos, de cosas mucho peores".  Allí, Roncagliolo conoció el miedo, la obsesión de todas sus novelas. Esa experiencia también fue el tema de su novela Abril Rojo y su libro de no ficción La Cuarta Espada.
Roncagliolo soñaba con ser escritor —en Lima alcanzó a publicar libros para niños y una obra de teatro, 
Tus amigos nunca te harían daño— y trabajaba en la Defensoría del Pueblo en la capital peruana, hasta que en 2000 se mudó a Madrid, donde ejerció de negro literario.  Cuenta el autor: "Fui a España a ser escritor, siguiendo la estela de los latinoamericanos que habían triunfado en Europa, como García Márquez, Vargas Llosa o José Donoso. Pronto me di cuenta de que los fracasados son muchos más que los triunfadores, sólo que sus historias no trascienden, nadie las sabe. En honor a todos esos mártires de la literatura, decidí escribir la historia de un fracasado".
En 2006 su novela Abril rojo, que trata sobre las peripecias de un esforzado fiscal dedicado a investigar los crímenes de un supuesto rebrote terrorista que en el camino descubre el oscuro y violento pasado de los militares del gobierno de Fujimori, obtuvo el Premio Alfaguara de novela.
Entre 2008 y 2009 intervino en el programa radiofónico La Ventana, de la Cadena SER dirigido por Gemma Nierga, los lunes de 16 a 17 horas en la denominada tertulia latinoamericana, junto a Boris Izaguirre, Álvaro Vargas Llosa y Jorge Lanata.
Memorias de una dama (2009) fue censurado porque una de las líneas de la novela, la de Diana Medetti, trataría de un personaje real —Nelia Barletta de Cates, perteneciente a las familias más poderosas de ese país—, cuyos hijos estaban en contra de que se publicara. Se ha llegado a decir que existe al respecto un contrato firmado por Alfaguara, el autor y los hijos de Nelia Barletta. "El libro se distribuyó solo en tres países sin publicidad ni giras", ha señalado el mismo basándose en información entregada por la propia editorial.
En 2010 fue elegido por la revista británica Granta como uno de los 22 mejores escritores en español menores de 35 años.
El amante uruguayo (2012) trata del escritor Enrique Amorim ("gran mistificador —millonario y comunista, homosexual y casado—...", dice de él Roncagliolo), y su relación con Federico García Lorca; Amorim llegó a insinuar que había enterrado los restos del poeta granadino detrás del monumento que le inauguró en 1953 en Salto. El amante uruguayo culmina, junto a La cuarta espada y Memorias de una dama, una trilogía de historias reales sobre el siglo XX latinoamericano.
En 2013 publica su novela Óscar y las mujeres, primero en formato digital en 9 entregas (desde el 18 de enero al 20 de febrero) como un folletín (idea de Alfaguara) y después en papel.
En 2014 publicó La pena máxima, una nueva aventura del fiscal Félix Chacaltana, protagonista de Abril Rojo, con el fondo del mundial de fútbol del 78 y la dictadura argentina. Ese año, The Wall Street Journal lo nombró uno de los seis autores que siguieron los pasos de Gabriel García Márquez.
La noche de los alfileres, publicada en 2016, un thriller ambientado en la Lima de los años 90.
En 2021, luego de 5 años, vuelve a publicar su nueva novela Y líbranos del mal (Seix Barral), un thriller que narra los abusos sexuales, fanatismo y silencios que se dan dentro una organización religiosa. Esta novela ha sido premiada por los lectores en los Premios Luces organizado por el Diario El Comercio.
A fines del 2021, luego de 15 años, se publica la edición conmemorativa de "Abril rojo" en México, esta vez bajo el sello Seix Barral. El 2 de marzo se publica en el Perú.
Roncagliolo también ha sido guionista, periodista de investigación y asesor político. Colaboró con el periódico español El País y varios periódicos latinoamericanos. Ha traducido a una serie de autores franceses como Jean Genet, Joyce Carol Oates o André Gide, entre otros.

## Adaptaciones al cine
En 2007 se estrenó en España Pudor, una adaptación cinematográfica de la novela homónima de Roncagliolo. La cinta fue dirigida por los hermanos David y Tristán Ulloa, quienes trasladaron la historia, ambientada en Lima en el libro, a Gijón.
En 2022 se estrenó en Perú "La Pena Máxima", una adaptación cinematográfica de su novela homónima. La cinta fue dirigida por Michel Gómez y cuyo guion estuvo a cargo del mismo Roncagliolo, además el cineasta peruano Javier Fuentes-León esta preparando dos adaptaciones más, una del libro "Abril Rojo" y otra del libro "La Noche de los Alfileres", ambas tendrán a Santiago Roncagliolo como guionista y productor y a Fuentes-León como director, coguionista y coproductor. Ambas esperan ser estrenadas en 2026 y 2028 respectivamente.
Sobre las adaptaciones, Roncagliolo ha dicho: «Los escritores tenemos cierto pudor a la hora de ver reflejado en la pantalla grande o pequeña nuestro trabajo, pero a mí no me importa. Dos de mis libros ya se han llevado al cine, Pudor y Abril rojo. Si quieren hacerlo con Óscar y las mujeres sería fantástico, aunque tendría que rodarse en Miami, que es donde se desarrolla la historia».
A continuación presentamos sus filmografía ordenada:
- Pudor (2007)
- La Pena Máxima (2022)
- Abril Rojo (2026)
- La Noche de los Alfileres (2028)

## Trabajo en Televisión
Ha sido guionista de telenovelas peruanas de gran popularidad como Los de arriba y los de abajo, Amor serrano y Qué buena raza, todas ellas creadas, producidas y dirigidas por Michel Gómez, aparte de esto, el será uno de los showrunners junto a Eduardo Adrianzén, María Luisa Adrianzén, Nena Bravo, Augusto Cabada y Enrique Moncloa de la serie "Conversación en La Catedral", de género thriller político basada en la novela homónima de Mario Vargas Llosa, que será producida por TV Perú. Esta tendrá una ambientación en el Perú de comienzos de los años 40 hasta finales de los años 50, un periodo de la historia conocido como el Ochenio de Manuel Odría.
Además de esto también participara en la serie "El Túnel" serie que narrara los hechos que acontecieron en la Toma de la residencia del embajador de Japón en Lima, siendo uno de los showrunners junto a Josué Méndez y la dramaturga de teatro Patricia Romero, viene siendo desarrollada desde 2019 por Tondero Producciones y América Televisión, siendo por esta última el medio elegido para su difusión.

## Obras
- Tus amigos nunca te harían daño, teatro, 1999
- Rugor, el dragón enamorado, cuento para niños, Alfaguara, 1999
- La guerra de Mostark, cuento para niños, Santillana, 2000
- El príncipe de los caimanes, novela,  Ediciones del Bronce, Barcelona, 2002
- Crecer es un oficio triste, 10 cuentos, El Cobre Ediciones, Barcelona, 2003
- El arte nazi, ensayo, 2004
- Pudor, novela, Alfaguara, 2004
- Cuentos embrujados, 2006
- Abril rojo, novela, Alfaguara, 2006 (Novela ganadora del Premio Alfaguara (editorial))
- Jet Lag, textos fines 2005 a fines 2006, Alfaguara, 2007
- La cuarta espada. La historia de Abimael Guzmán y Sendero Luminoso, Debate, 2007
- Hombre Lobo, antología de relatos, 451 editores, 2008. Junto a Santiago Rocangliolo, Jose Ángel Mañas, Raúl, Argemi, Pilar Pedraza, Santiago Siqueiros y Bernardo Fernández[24]
- Memorias de una dama, novela, Alfaguara, 2009
- Tan cerca de la vida, novela, Alfaguara, 2010
- El amante uruguayo. Una historia real, Editorial Punto de Lectura, Madrid, 2012
- Mi primera vez, cuentos, Debate, 2012
- La casa embrujada / La abuela, editorial Arsam, 2013
- Óscar y las mujeres, novela, Alfaguara, 2013
- El gran escape, cuento para niños, Ediciones SM, 2013
- La pena máxima, novela, Alfaguara, 2014
- La noche de los alfileres, novela, Alfaguara, 2016
- Y líbranos del mal, novela, Barral, 2021
- Lejos: Historias de gente que se va, Alfaguara (editorial), 2022
- El año en que nació el demonio, Seix Barral, 2023.

## Premios
- Premio Nuevo Talento, FNAC, 2003
- Premio Alfaguara 2006 por Abril rojo
- Premio White Raven, 2007
- Carabela de Plata, 2010
- Independent Foreign Fiction Prize 2011 (Londres) por "Abril rojo", mejor novela traducida el año anterior
- Premio de Literatura Infantil El Barco de Vapor, 2013
- Premios Luces 2022 por "Y líbranos del mal"[25]